# Семён Юрьевич (князь тарусский)
Семён Юрьевич — согласно родословным, тарусский князь, один из пяти сыновей Юрия. Названный князем Конинским и Тарусским, считается родоначальником Конинских и Спажских князей, упоминаемых в «Бархатной книге», однако там же сообщается, что они «захудали и извелись от войн татарских».

## Биография
По родословию, Семён должен был жить в 1-й половине XIV века, однако у него известен сын — тарусский князь Дмитрий, который упоминается в 1401/1402 году, что заставляет сомневаться в данных родословных. По предположению Г. А. Власьева, в родословной Семён и Дмитрий расположены не на своём месте. В частности, противоречие устраняется Беспаловым Р. А., который считает Юрия Тарусского не сыном Михаила Черниговского, а князем 1-й половины XIV века неизвестного происхождения. Разделение Тарусского княжества на уделы же следует отнести, вероятно, к середине XIV века. При этом С. Н. Келембет указывает, что нельзя полностью игнорировать тот факт, что традиция о происхождении князей Оболенских от Михаила Черниговского в великом княжестве Московском существовала уже в 1490-е годы, а аналогичная традиция у князей Одинцевичей появилась на полвека раньше. Исследователь считает, что Юрий действительно мог быть потомком Михаила Всеволодовича, однако не мог быть его сыном. Он предположил, что у Михаила мог быть сын Юрий, внуком которого был Юрий Тарусский, а в памяти потомков эти 2 князя слились в одно лицо.

## Потомство
Семён считается родоначальником Кониниских и Спажских князей, однако по именам они неизвестны. «Бархатная книга» сообщает о них только, что они «захудали и извелись от войн татарских».
В родословной росписи князей Волконских, поданной в 1686 году, Константин, Иван и Фёдор, сыновья князя Фёдора Ивановича Тарусского, погибшего в Куликовской битве в 1380 году, названы Конинскими. Про них сообщается, что они «пришли жить на Волкону и с того времени начали зватися Волконские».